# Lee Seung-Yeoul
Lee Seung-Yeoul (sinh ngày 6 tháng 3 năm 1989) là một cầu thủ bóng đá người Hàn Quốc.

## Đội tuyển bóng đá quốc gia
Lee Seung-Yeoul thi đấu cho đội tuyển bóng đá quốc gia Hàn Quốc từ năm 2010.

## Thống kê sự nghiệp
| Đội tuyển bóng đá Hàn Quốc | Đội tuyển bóng đá Hàn Quốc | Đội tuyển bóng đá Hàn Quốc |
| Năm                        | Trận                       | Bàn                        |
| -------------------------- | -------------------------- | -------------------------- |
| 2010                       | 10                         | 3                          |
| Tổng cộng                  | 10                         | 3                          |